# Walpurgisnacht

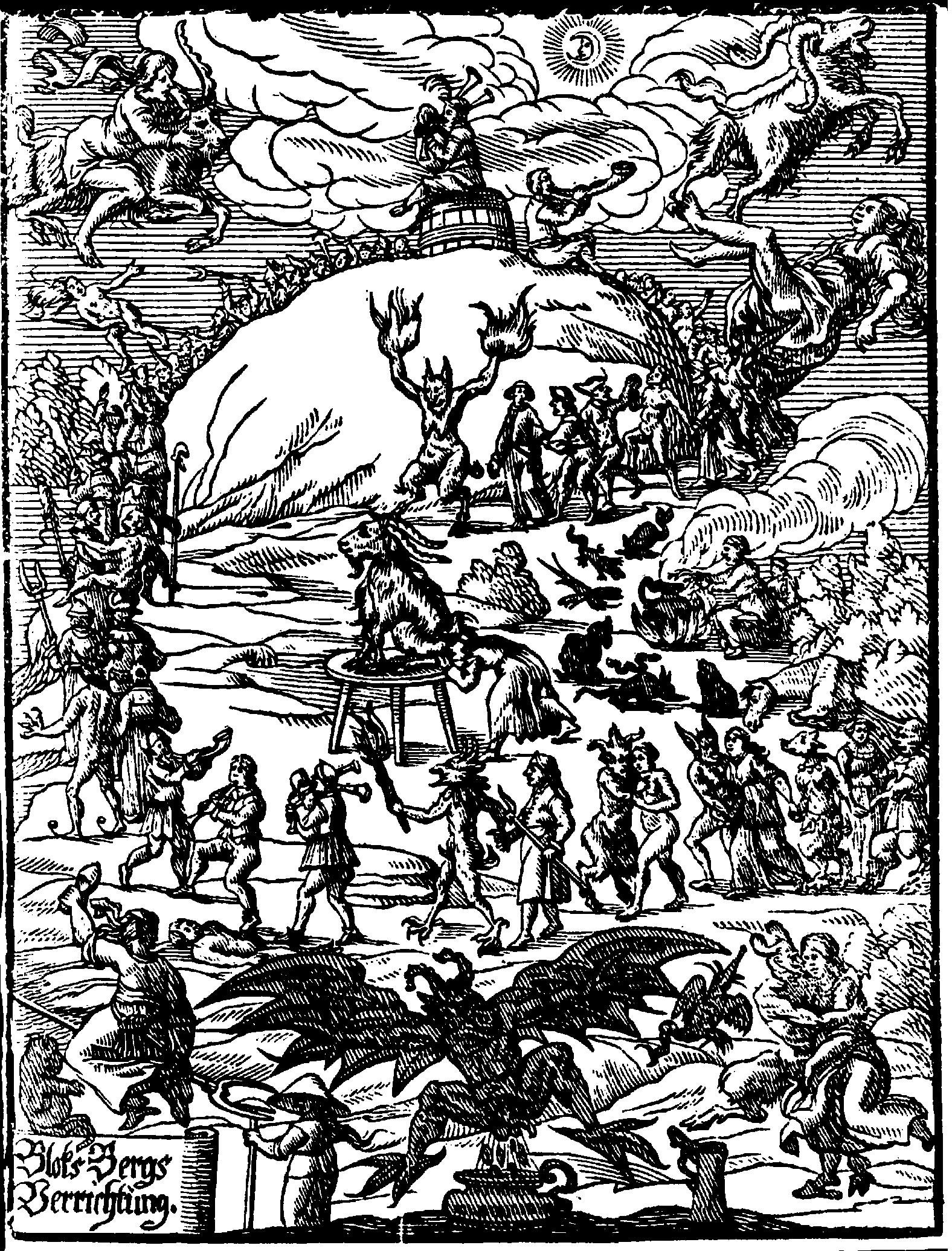
Bloks Bergs Verrichtung, Johannes Praetorius, 1668

Die Walpurgisnacht oder Sankt-Walpurgisnacht (auch das Hexenfeuer) ist ein traditionelles vorchristliches nord- und mitteleuropäisches Fest, teilweise mit Feuerbrauch, am 30. April. Der Name des Festes leitet sich von der heiligen Walburga ab, deren Gedenktag (Walburgi oder Walpurgi) bis ins Mittelalter am 1. Mai, dem Tag ihrer Heiligsprechung, gefeiert wurde. Die Walpurgisnacht war die Vigilfeier des Festes. Als „Tanz in den Mai“ hat sie wegen der Gelegenheit zu Tanz und Geselligkeit am Vorabend des arbeitsfreien Maifeiertags auch als städtisches, modernes Festereignis Eingang in private und kommerzielle Veranstaltungen gefunden.

## Name

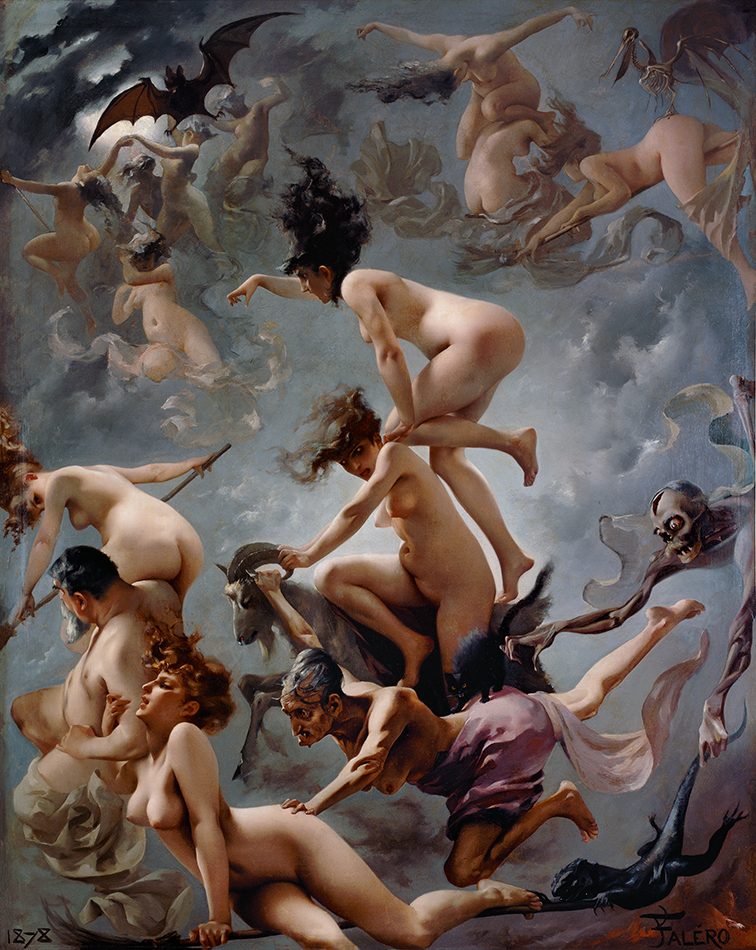
Walpurgisnacht, Luis Ricardo Falero, 1878

Der Name Walpurgisnacht leitet sich von der hl. Walburga (auch Walpurga oder Walpurgis) ab, einer aus England stammenden und im süddeutschen Raum wirkenden Äbtissin (≈ 710–779). Der Gedenktag dieser Heiligen wurde im Mittelalter am 1. Mai gefeiert (im deutschen Regionalkalender nun am 25. Februar, ihrem Todestag). Die neun Tage davor wurden als Walpurgistage bezeichnet, das Läuten von Glocken zur Abwehr der angeblichen Hexenumtriebe wird örtlich auch als Walpern beschrieben.
Traditionell gilt die Nacht vom 30. April auf den 1. Mai als die Nacht, in der die Hexen insbesondere auf dem Blocksberg (eigentlich „Brocken“), aber auch an anderen erhöhten Orten, ein großes Fest abhielten. Diese Vorstellung ist beeinflusst von den Beschreibungen des Hexensabbat in der Literatur des 15. und 16. Jahrhunderts.
Der Name Walpurgisnacht wurde durch Goethes Faust (Teil I, 1808) popularisiert; frühere Belege sind aus dem 18. Jahrhundert nachweisbar.
Adelungs Wörterbuch (1774–1786) notiert unter Walpurgis:

„der Walpurgis-Abend, die Walpurgis-Nacht u. s. f. im gemeinen Leben, der Walper-Abend, die Walper-Nacht. Da sich das Jahr bey den Deutschen sowohl, als den übrigen Europäischen Völkern, in den ältesten Zeiten mit dem ersten May anfing, so ist der in Ansehung der Walpurgis-Nacht bey dem großen Haufen noch herrschende Aberglaube vermuthlich ein Überrest davon, und der bey dem Jahreswechsel ehedem üblichen Gebräuche.“

Im 17. Jahrhundert erscheint bei Johannes Praetorius (Blockes-Berges Verrichtung, Leipzig 1668):

„Ausführlicher Geographischer Bericht / von den hohen trefflich alt- und berühmten Blockes-Berge: ingleichen von der Hexenfahrt / und Zauber-Sabbathe / so auf solchem Berge die Unholden aus ganz Deutschland  / Jährlich den 1. Mai in Sanct-Walpurgis Nachte anstellen sollen.“

Früher war der 1. Mai der Gedenktag der Apostel Philippus und Jacobus und wurde daher „Philippi Jacobi“ genannt. Johannes Coler schrieb 1603 in seinem Calendarium Perpetuum (S. 89): „Den nehesten Tag vor Philippi Jacobi zu Abend pflegen Zeuberer viel Teuffeley zu üben / damit sie die Leute viel beleidigen“, aber in demselben Abschnitt auch: „Wenn's an S. Walpurgis Abend regnet / oder die selbe Nacht / so hofft der gemeine Mann auf ein gutes Jahr.“

## Legende, Tradition und Brauchtum

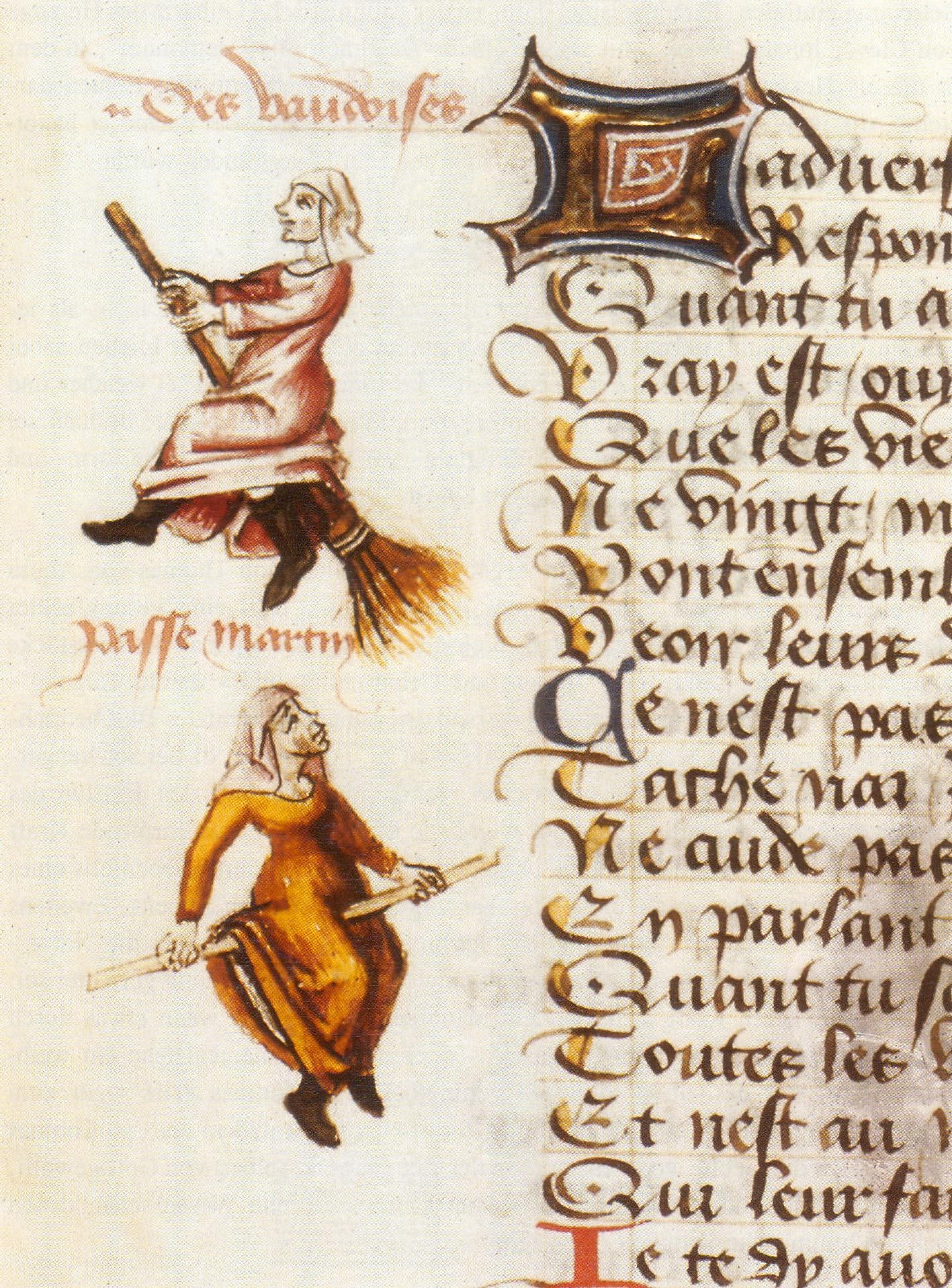
Hexenflug der „Vaudoises“ (ursprünglich Waldenser) auf dem Besen. Miniatur in einer Handschrift von Martin Le France, Le champion des dames Vaudoises, 1451

Zauberei ist ein Phänomen, das in der Geschichte seit Jahrtausenden und in allen Regionen der Welt auftritt. Anders sei das beim Begriff der Hexe. Dieser entwickelte sich im späten Mittelalter im Grenzgebiet Frankreichs und der Schweiz. Der Mythos von auf Besen fliegenden Frauen, die sich zum Tanz mit dem Teufel trafen, zog sich ab dem 14. Jahrhundert durch die Geschichte. Einen ursprünglich jährlichen, festen Termin gab es nicht. Verbreitet wird es Ende des 17. Jahrhunderts durch das Buch Blockes-Berges Verrichtung von Johannes Praetorius. Der Sammelband hebt vor allem den Brocken im Harz als Hexentanzplatz und die Nacht auf den 1. Mai hervor. Johann Wolfgang von Goethes Tragödie Faust I machte die Walpurgisnacht sowie den sagenumwobenen Brocken populär.

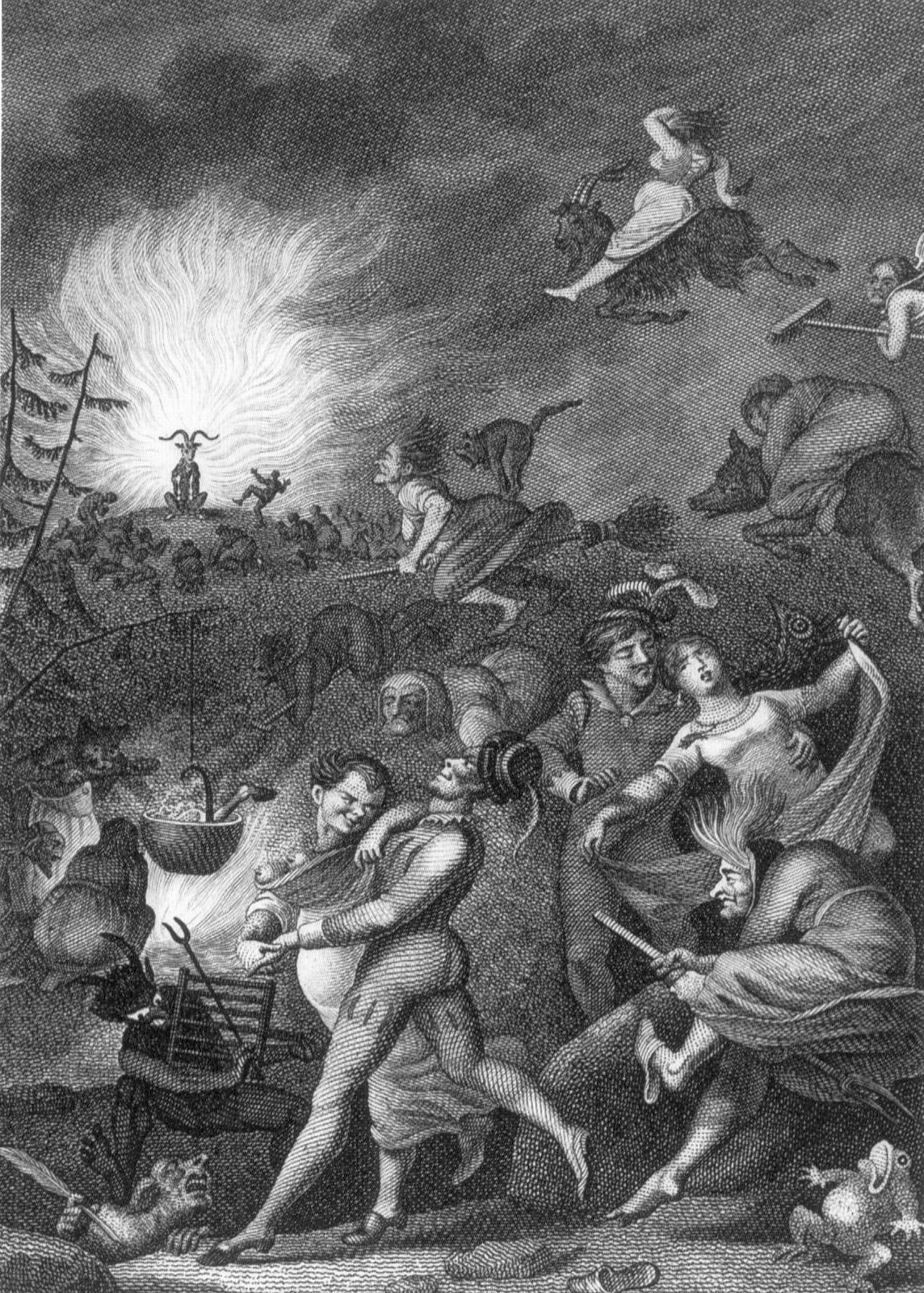
Kupferstich von W. Jury nach Johann Heinrich Ramberg (1829) zu Goethes Faust I: „Ein bißchen Diebsgelüst, ein bißchen Rammelei. So spukt mir schon durch alle Glieder die herrliche Walpurgisnacht.“

In verschiedenen Regionen Deutschlands existieren bäuerliche Maibräuche, bei denen auf ausgelassene Art und Weise die Ankunft des Frühlings und die Fruchtbarkeit gefeiert werden. Im Volksbrauchtum schützte man seinen Hof durch nächtliches Peitschenknallen, ausgelegte Besen und Maibüsche. Der Maibaum, meist eine Birke, ist ein Fruchtbarkeitssymbol. Viele der Bräuche bei Frühlingsfesten ranken sich um junge Paare, die symbolisch für die menschliche Gemeinschaft stehen. Zu Walpurgis werden traditionell die Maibäume aus dem Wald in den Ort geholt, um sie der Liebsten vor das Haus zu stellen. In der Dorfmitte wird um den Baum getanzt.
Ob und inwieweit diese Bräuche auf vorchristliche und heidnische Traditionen zurückgehen, ist unklar, schriftliche Belege dazu gibt es nicht. Rituelle Liebesakte auf den Feldern sollten in vorchristlicher Zeit angeblich die menschliche Fruchtbarkeit auf den Ackerboden übertragen. Eine besondere Rolle spielen hierbei die Brautstein genannten Monolithen im Wendland (zum Beispiel in Woltersdorf und Trebel), die man als versteinerte Brautpaare ansah. Es soll Sitte gewesen sein, dass in der Walpurgisnacht Mädchen mit entblößten Genitalien über diese Steine rutschten, um sich dabei ihren Liebhaber zu wünschen.
Der Gang zwischen zwei Walpurgisfeuern soll reinigen und Seuchen fernhalten. Walpurgis gilt als Schutzheilige gegen Pest, Husten und Tollwut. Die auch heute noch in weiten Teilen Deutschlands gefeierten Hexenfeuer gehen mutmaßlich auf diese Tradition zurück.
Im Satanismus stellt die Walpurgisnacht einen der höchsten Feiertage dar. Der Satanic Temple bezeichnet die Nacht als Hexennacht und gedenkt in dieser der Opfer von Aberglauben und Pseudowissenschaft.

### Regionales

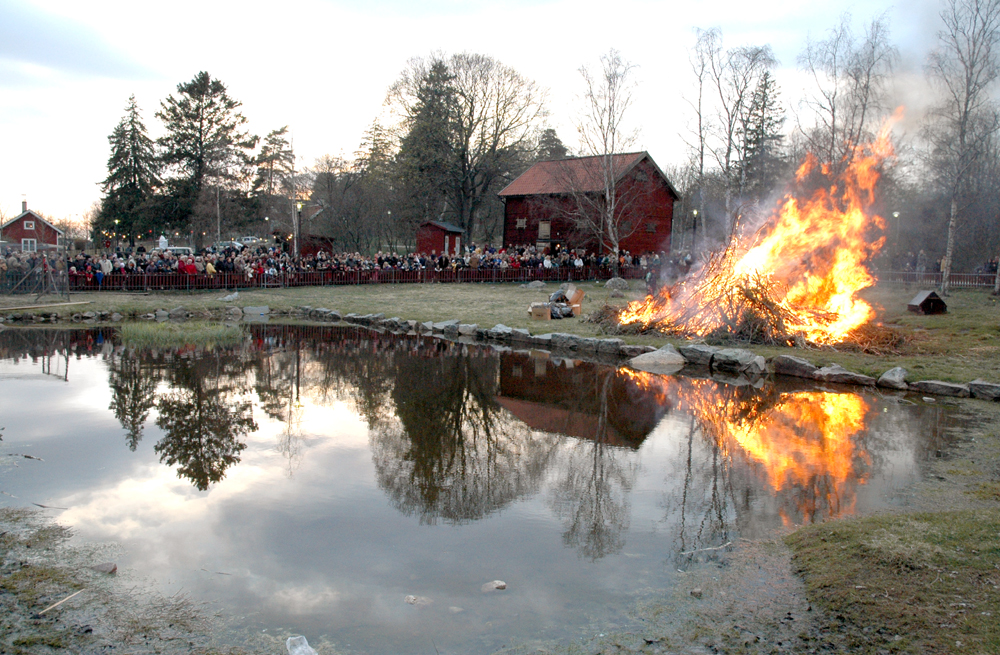
Maifeuer in Akalla (Schweden)

- In den Schweizer Alpen haben sich sogenannte Tanzbödeli erhalten. Das sind Orte, an denen sich während der Calvinisierung trotz 150-jährigen Musik- und Tanzverbots die Jugend traf, um heimlich zu feiern. Heutzutage ist diese Tradition als Volksfest anzusehen.

### Deutschland
- Die erste Walpurgisnachtfeier auf dem Brocken im Harz wurde im Jahr 1896 durch Rudolf Stolle, einen Verlagsbuchhändler aus Bad Harzburg und Mitglied des Harzklub-Zweigvereins Bad Harzburg, organisiert. Das Fest bestand aus einer Feier im Brockenhotel und einem Umzug zur Teufelskanzel um Mitternacht mit Ansprache. Es waren ausschließlich männliche Gäste anwesend. Seit wenigen Jahren danach wurde in Gesellschaft das Geibelsche Mailied gesungen. Im Jahr 1901 wurde die Walpurgishalle auf dem Hexentanzplatz eingeweiht.[12] Ab 1901 fuhren auch bereits Sonderzüge der Brockenbahn auf den Brocken. 1902 trafen sich knapp 150 Gäste zur Walpurgisfeier.[13] Bereits vor 1.000 Jahren feierten die „Ureinwohner“ des Harzes ein Frühlingsfest, an dem durch verschiedene Opfergaben an den obersten Germanengott Wodan der Frühling begrüßt wurde. Die Walpurgis-Feierlichkeiten auf dem Brocken wurden 1905 verboten, weil der damalige Besitzer des Brocken, Fürst Christian-Ernst zu Stolberg-Wernigerode, diese satanischen Spektakel auf seinem Berg nicht mochte, und so bekamen die Feste ein neues Zuhause.[14] Die Harzer Walpurgisnächte werden heute in mehr als 20 Orten der Region gefeiert. Dabei befindet sich das Zentrum in den Ortschaften Bad Grund, Braunlage, Hahnenklee, Sankt Andreasberg, Schierke und Thale.[15]
- Das Walpurgisfeuer (auch Tanz in den Mai, Maifeuer genannt) wird in weiten Teilen Deutschlands gefeiert. Dazu wird am 30. April ein Feuer entfacht, mit dem man „die bösen Geister“ vertreiben will. Dies wird bis spät in die Nacht gefeiert. Ist das Feuer etwas heruntergebrannt, findet in einigen Gegenden der Maisprung statt, ein Brauchtum, bei dem es üblich ist, dass Verliebte gemeinsam über das Maifeuer springen.[16] Auf dem Hexenfeuer stehen gelegentlich hölzerne „Hexen“, die meist von der Jugend angefertigt worden sind.
- Das Hexenbrennen (auch Hexenfeuer) ist in der Walpurgisnacht im sorbischen Siedlungsgebiet verbreitet.
- In Marburg wird das Hineinfeiern in den Mai alljährlich mit einem Maieinsingen von Magistrat und hunderten Menschen auf dem in der Altstadt gelegenen Rathausplatz gestaltet. Punkt Mitternacht wird gesungen und der Mai damit begrüßt.
- In der Pfalz, in der Eifel, im Hunsrück, an der deutschen Mosel, im Saarland und in Südbaden gehen in der Hexennacht, verschiedentlich auch Freinacht genannt, also am späten Abend des 30. April, Jugendliche in Gruppen durch die Orte, um zu „walpern“ oder auch zu „hexen“, also Schabernack zu treiben. Besonders beliebt ist dabei das Fortbewegen von Fußmatten, Mülleimern, Gartengeräten usw., also von allem um ein Haus herum, was nicht befestigt ist. Die Freinacht ist auch in Teilen Bayerisch-Schwabens bekannt, so etwa im Allgäu oder in Augsburg-Stadt.
- Der Tanz in den Mai ist die moderne Form des alten Brauches, den Beginn des Mais (1. Mai) in der Walpurgisnacht (30. April) mit Tanz und Gesang zu begrüßen und dabei Maibowle zu trinken.
- Neben reinen Tanzveranstaltungen wird auch gelegentlich der Brauch gepflegt, sich ähnlich wie zu Halloween oder Karneval zu verkleiden und „Hexentänze“ aufzuführen.
- In Leinach gab es um 1900 den Brauch, am Walburgi-Vorabend mit Kreide drei Kreuze an allen Türen in Haus und Stall anzuzeichnen.[17]
- Vereinzelt gibt es auch den Brauch des Maistrichs: Dabei werden in der Nacht weiße Linien mit Kreide, Kalk oder Ähnlichem bei heimlich Verliebten vom Haus des einen zum Haus des anderen gezogen und somit öffentlich gemacht. Andernorts werden Häcksel gestreut, anstatt weiße Linien zu ziehen.

### Nordeuropa
In Schweden und Finnland finden in der Walpurgisnacht die größten Studentenfeste des Jahres statt, Vappu (finnisch) oder Vappen (finnlandschwedisch) in Finnland und Valborg in Schweden, wobei ähnlich wie in Deutschland um ein Maifeuer herum viel gesungen, gelacht und getrunken wird. Hauptorte für die Feiern sind die schwedischen Studentenstädte Uppsala und Lund. In Uppsala gehören zu den Feierlichkeiten unter anderem ein Floßrennen mit Styroporflößen durch die Innenstadt, der traditionelle Gruß mit den Studentenmützen (die man zum Abschluss des Gymnasiums ersteht) vor der Bücherei Carolina Rediviva sowie ein Konzert der Chores Orphei Dränger.

## Rezeption

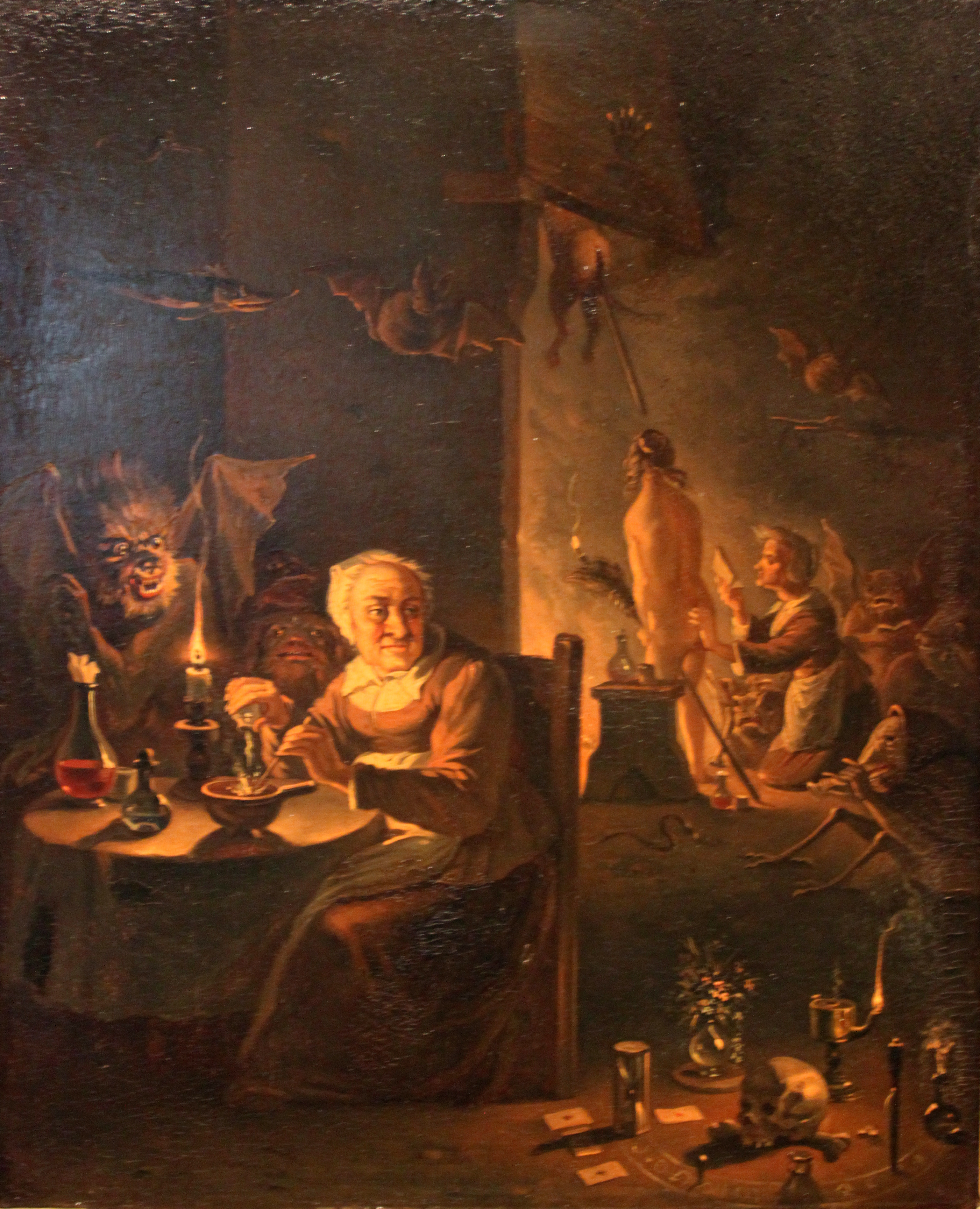
Auf dem Weg zur Walpurgisnacht, 1760, Teniers d. J., Deutsches Historisches Museum Berlin

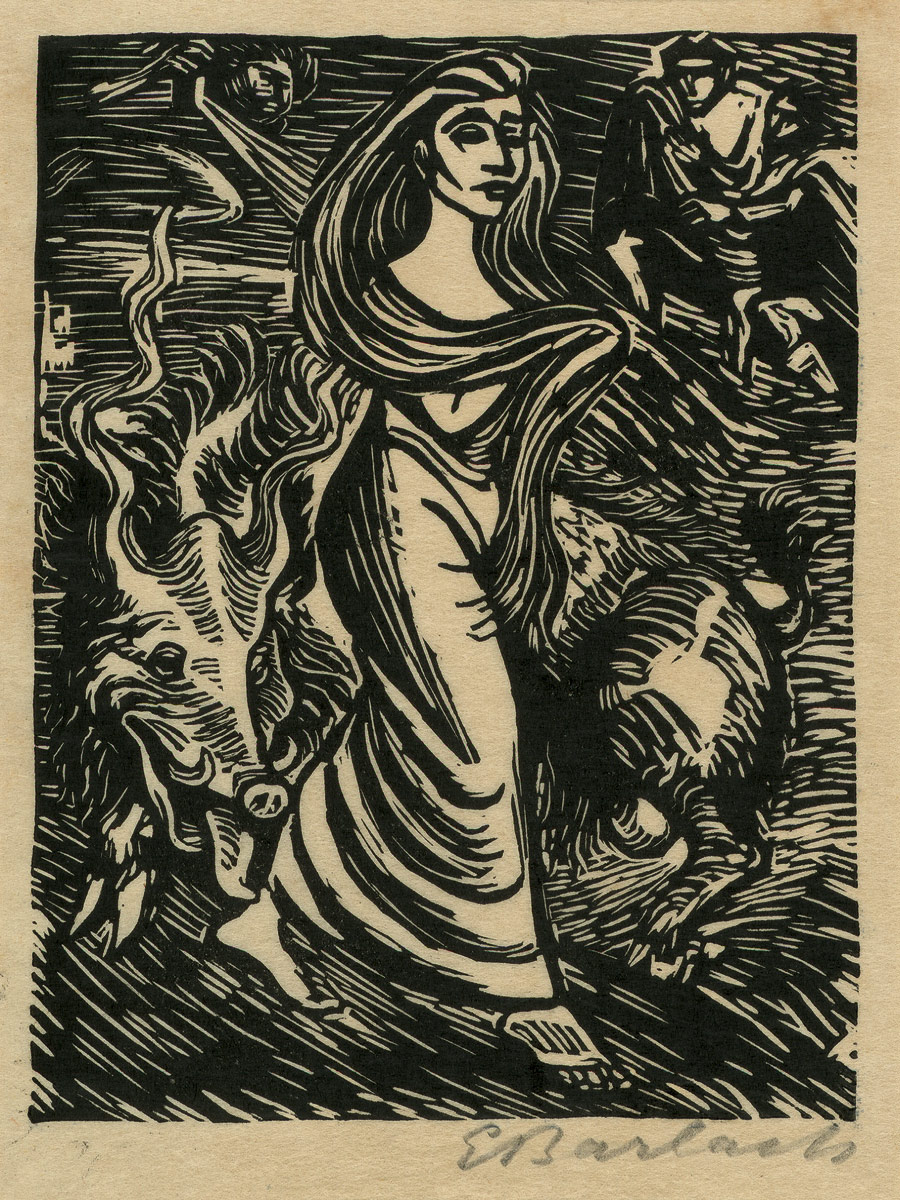
Ernst Barlach Walpurgisnacht, Holzschnitt 1923

### Hörspiel und Happening
- Natias Neutert: Hexenflug und Geisterspuk. Musik- und Zaubertheater
- Nicolas Wachter/Martin Bauer: Walpurgisnacht. Hörspiel

### Malerei und Manga

Hermann Hendrich: Hexentanz. (Wandgemälde aus der Walpurgishalle)

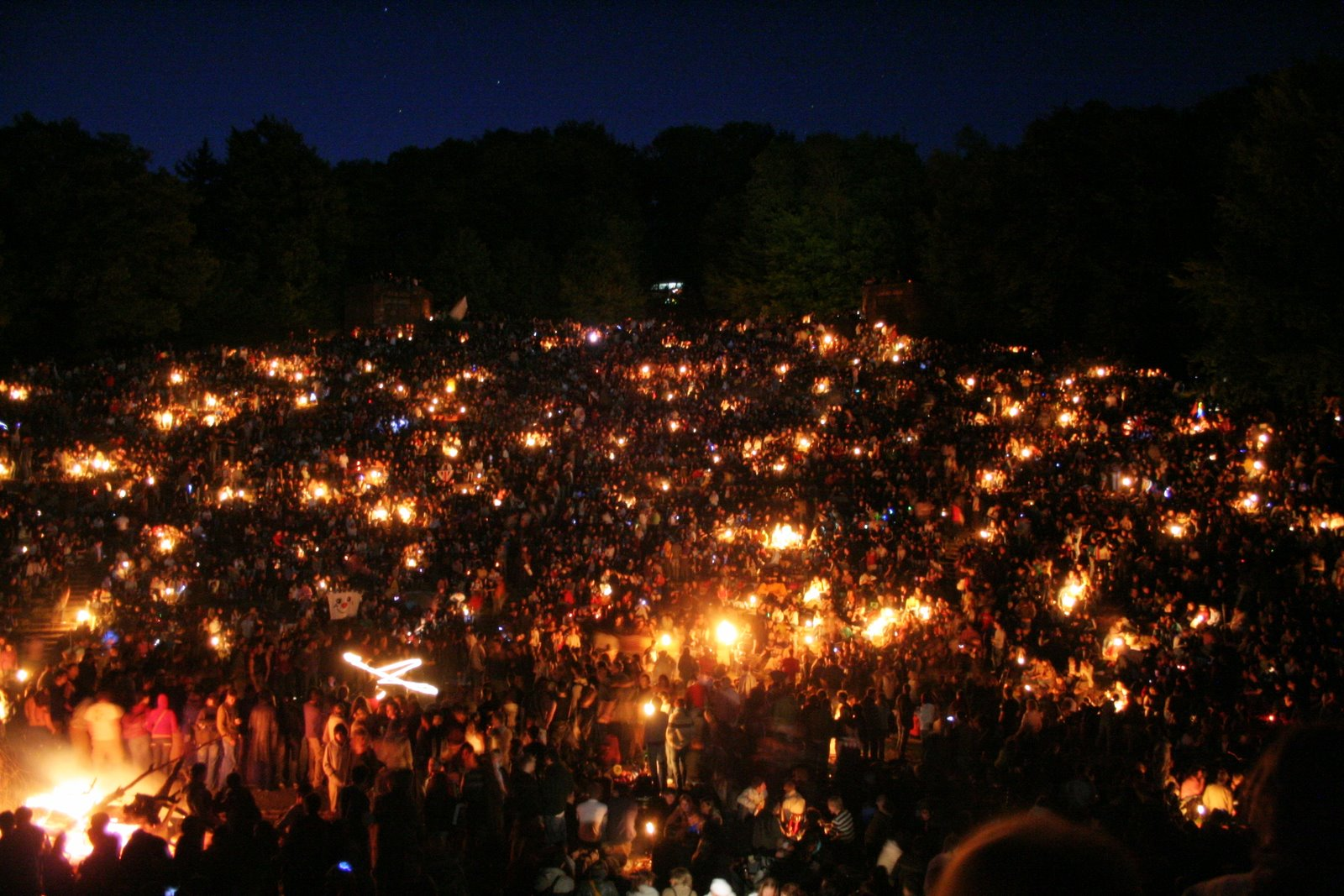
Walpurgisnachtfeier in Heidelberg

- Ernst Barlach:  Walpurgisnacht, Zyklus von 20 Holzschnitten 1923
- Bible Black: La Noche de Walpurgis. Animationsfilm
- Hermann Hendrich: Walpurgishalle. Wandgemälde
- Magica Quartet: Puella Magi Madoka Magica. Manga um die Hexe der Walpurgisnacht

### Musik
- Felix Mendelssohn Bartholdy: Die erste Walpurgisnacht. (Opus 60)
- Belphegor: Walpurgis Rites. Musikalbum
- Erste Allgemeine Verunsicherung: Die Hexen kommen. Lied
- Fates Warning: Night on Bröcken. Lied
- Faun: Walpurgisnacht. Lied
- Formosa: Night of the Witch. Lied[20]
- GFriend: Walpurgis Night. Album
- Charles Gounod: La nuit de Walpurgis. Oper Faust. Ballett divertissement
- Hellripper: Hexennacht. Lied
- K.I.Z: Walpurgisnacht. Lied
- Liars: They were wrong so we drowned. Musikalbum
- Merlons Lichter: Maifeuer. Lied
- Procol Harum: Repent Walpurgis
- Running Wild: Walpurgis Night. Lied
- Schandmaul: Walpurgisnacht. Lied
- Stormwitch: Walpurgis Night. Lied
- The Vision Bleak: The Blocksberg Rite. Lied
- Roland Zoss: Walpurgisnacht-Ballade. Lied